# آلفونسوی چهارم، پادشاه آراگون
آلفونسو چهارم آراگون (کاتالونیایی: Alfons el Benigne؛ ۲ نوامبر ۱۲۹۹ – ۲۴ ژانویه ۱۳۳۶)، اهل آراگون بود که از ۱۳۲۷ پادشاه آراگون و کنت بارسلون بود. وی دومین فرزند بلانش آنجو و جیمز دوم بود و در ناپل متولد شد.